# Joseph Anton Clemenz
Joseph Anton Clemenz (Visp, 29 gennaio 1810 – Visp, 15 agosto 1872) è stato un avvocato, giudice e politico svizzero.

## Biografia
Figlio di Johann Peter Joseph Clemenz, compiuti gli studi secondari a Sion, Briga e Saint-Maurice, studiò diritto a Sion nel 1831-1832. In seguito esercitò l'avvocatura e il notariato a Visp. Sposò Katharina Annexi, deceduta nel 1835, e in seconde nozze Cälestine Andenmatten. Con Alexander Seiler fu un pioniere dell'industria alberghiera a Zermatt.
Maggiore dell'esercito, fu deputato alla Dieta vallesana dal 1835 al 1839 e fino al 1871 deputato al Gran Consiglio, di cui dal 1857 al 1865 fu il primo presidente originario dell'alto Vallese. Consigliere di Stato conservatore, diresse il Dipartimento delle finanze dal 1843 al 1847 e quello dell'interno dal 1871 al 1872. Fu il primo esponente dell'alto Vallese eletto al Consiglio nazionale dal 1848 al 1851 e al Consiglio degli Stati negli anni 1856-1857, 1861-1863, e 1865-1868. Fu inoltre sindaco di Visp, presidente della decania dal 1841 al 1843, giudice del tribunale distrettuale di Visp dal 1848 al 1851, di cui fu anche presidente nel 1851, e giudice del tribunale d'appello cantonale negli anni 1841, 1851-1857, e 1869-1872.